# Cinema City
Cinema City este un operator de cinematografe multiplex, deținut de Cineworld ce are peste 750 multiplexuri cu peste 9000 de ecrane în Statele Unite, Marea Britanie, Polonia, România, Cehia, Ungaria, Israel, Bulgaria, Slovacia și Irlanda. În anul 2019, compania opera 25 de cinematografe cu 231 de săli în România. 
Compania din Israel s-a extins în Europa Centrală începând cu 1997, în Ungaria. În 2014, a fuzionat cu compania Cineworld din Marea Britanie, iar apoi în 2017 a fost achiziționat Regal Cinemas, al doilea operator de multiplexe din Statele Unite.
Pe lângă vânzarea de bilete și de concesiuni, compania generează venituri din distribuția de film și din publicitate.